# Máscara (computação)
Em ciência da computação, uma máscara é o dado que é utilizado para operações de lógica binária, particularmente em um campo de bit. Utilização de uma máscara, vários bits em um byte, nibble, palavra etc., pode ser ativado, desativado ou invertido de ativado para desativado (ou vice e versa) em uma única operação de lógica binária.

## Funções comuns de máscara de bits

### Mascarando bits para1
Para habilitar certos bits, a operação de lógica binária OU pode ser usada, seguindo o princípio que Y OU 1 = 1 e Y OU 0 = Y. Entretanto, para garantir que um bit está ativado, OU pode ser usado com um 1. Para deixar um bit inalterado, OU é usado com um 0.
Exemplo: Mascarando ativado o nibble (bits 4, 5, 6, 7) mais alto o nibble (bits 0, 1, 2, 3) mais baixo inalterado.
```
    
1001
0101   
1010
0101
 OR 
1111
0000   
1111
0000
  = 
1111
0101   
1111
0101
```